# Fyringen
Fyringen är en sjö i Strömsunds kommun i Jämtland och ingår i Ångermanälvens huvudavrinningsområde. Sjön har en area på 0,567 kvadratkilometer och ligger 308 meter över havet. Sjön avvattnas av vattendraget Vikan (Vallån).

## Delavrinningsområde
Fyringen ingår i det delavrinningsområde (706421-149173) som SMHI kallar för Utloppet av Fyringen. Medelhöjden är 322 meter över havet och ytan är 5,11 kvadratkilometer. Räknas de 19 avrinningsområdena uppströms in blir den ackumulerade arean 179,05 kvadratkilometer. Vikan (Vallån) som avvattnar avrinningsområdet har biflödesordning 3, vilket innebär att vattnet flödar genom totalt 3 vattendrag innan det når havet efter 208 kilometer. Avrinningsområdet består mestadels av skog (68 procent) och sankmarker (12 procent). Avrinningsområdet har 0,57 kvadratkilometer vattenytor vilket ger det en sjöprocent på 11,1 procent.